# Vjačeslav Aleksandrovič Aleksandrov
Vjačeslav Aleksandrovič Aleksandrov GSS (in russo Вячеслав Александрович Александров?; Orenburg, 4 gennaio 1968 – Paktia, 8 gennaio 1988) è stato un militare sovietico, sergente e mitragliere che combatté nell'invasione sovietica dell'Afghanistan al fianco della 9ª Compagnia, 345º Reggimento Guardie Indipendenti Aviotrasportate.
Durante la battaglia della Collina 3234, Aleksandrov stava conducendo un equipaggio di mitraglieri armati di una mitragliatrice pesante NSV da 12,7 mm. Costui utilizzò la mitragliatrice per respingere un travolgente attacco dei mujaheddin e coprire il movimento dei suoi commilitoni paracadutisti in migliori posizioni difensive. Nel corso del combattimento, Aleksandrov è stato ucciso e, per il suo coraggio sotto il fuoco nemico, fu decorato con la medaglia di Eroe dell'Unione Sovietica.